# Cerralbo
Cerralbo è un comune spagnolo di 249 abitanti situato nella comunità autonoma di Castiglia e León, nella provincia di Salamanca, da cui dista 84 km.